# Spilosoma garida
Spilosoma garida là một loài bướm đêm thuộc phân họ Arctiinae, họ Erebidae.